# Фургон (екіпаж)

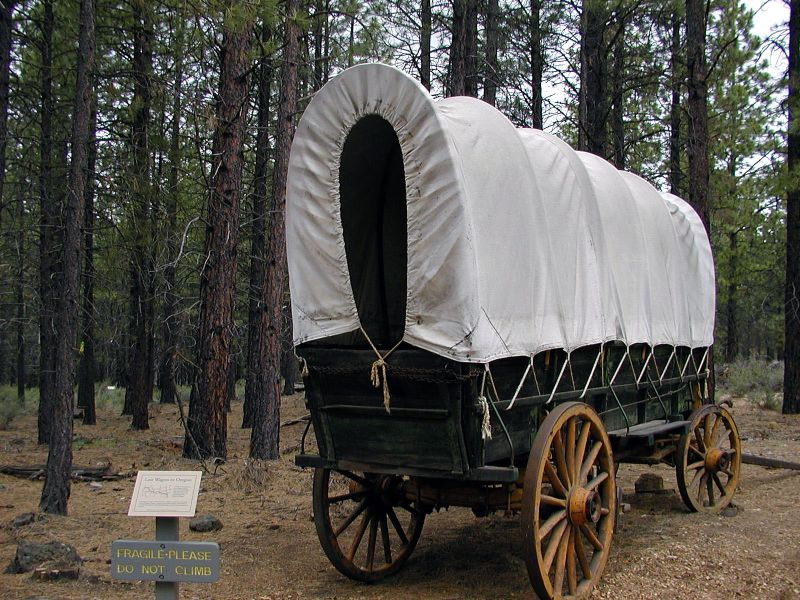
Фургон у «Музею Великої піщаної пустелі», Орегон, США

Фурго́н (від фр. fourgon; англ. Conestoga wagon) — віз із напівкруглим дахом, що служив для переселенців Північно-Американських штатів засобом пересування, житлом і засобом захисту при нападі. У Північній Америці поширена назва цього засобу пересування — Conestoga wagon, пов'язана з тим, що виробництво подібних возів зародилося в районі долини Конестоги, штат Пенсільванія, і будувалися спочатку переважно менонітами.

## Опис
Фургон — великий критий віз зверху із напівокруглими дугами, вкритий (як правило) білою парусиною як захист від сонячних променів. У фургоні подорожували по 5-6 чоловік (сім'єю чи холості чоловіки). У разі нападу служив як прихисток від індіанських стріл. Залежно від величини і вантажності, фургон тягли одна, дві, три, а то й чотири пари волів чи мулів.
Рятуючись від войовничих індіанців, переселенці нерідко збивалися в караван з багатьох десятків фургонів (які при нападі легко можна було виставити колом, сформувавши таким чином мобільне надійне укріплення). Білий брезент, розгойдуючись на вітрі, нагадував вітрила кораблів. Через це фургони звали «шхунами прерій».

## У літературі
|  | Між фургонами темніють силуети запряжної худоби, а що обоз таки посувається вперед, видно хіба з того, як то кидається навтіки сполохана зі свого пообіднього лігва антилопа, то з криком шугає вгору з трави цибатий кроншнеп. І жодне з них не може збагнути, що то за дивовижні чудиська вдерлися до їхніх привільних володінь. Ніде більше по всій прерії не помітиш ані поруху — не пролетить птах, не пробіжить звір. 0 цій порі дня все живе під тропічним небом завмирає або ж ховається в затінок. Лише людина, спонукувана пожадливістю чи марнославством, нехтує закони природи й кидає виклик пекучому сонцю. Певно, і власник тієі валки фургонів із таких, бо, незважаючи на виснажливу полудневу спеку, уперто простує далі. Те, що він переселенець — та ще й неабиякий, — засвідчує багато прикмет. І ті десять великих фургонів пітгсбурзького виробництва, що їх насилу тягнуть по восьмеро мулів; і розмаітий вантаж, який вони везуть: сила-силенна всякого харчу, дорогі — й не просто дорогі, а розкішні — меблі. живий товар у вигляді темношкірих жінок та дітлахів; і чималий гурт піших чорних, і кольорових невільників, які бредуть поряд з фургонами або, збивши до крові босі ноги, ледве шкандибають позаду; і легка, запряжена пещеними кентуккійськими мулами дорожня карета на чолі обозу, з чорним кучером, що впріває від спеки у своїй лівреї |

.* * *.
|  | (Мій читач)…, напевно, чув або читав про торговельні каравани, що перетинають африканську Сахару, і про те, які труднощі і позбавлення відчувають ці каравани. Чи не МЕНШІ ТРУДНОЩІ В ті ранні ДНІ відчували І «каравани фургонів», яким доводилося перетинати пустелю між долиною Міссісіпі і берегами Південного моря. На таку подорож йшло кілька місяців — дві тисячі миль по безлюдній дикій місцевості або по землям, населеним ворожими дикунами: місцями сотні миль шляху без єдиного струмочка або іншого джерела питної води; фургони коробило в атмосфері, що все висушує. їх колеса скрипіли; худоба збивала ноги і худнула, бо годувалася на мізерних пасовищах; чоловіки, втомлені від нескінченного шляху; сваряться жінки, б'ються діти, усі слабкі, часто втрачають свідомість. Ах! Багато непритомніли і падали; але, що ще сумніше, багато хто з них не вставали, і їхні кості, часто лише наполовину поховані, залишалися на «шляхах» великої американської пустелі! І багато хто залишається там сьогодні. (Розказане в повному обсязі належить минулому. Проте, залізниці, що побудовані з тих пір, обслуговують тільки багатих. Бідний фермер із заходу, обтяжений великою родиною, з безліччю дітей, не може дозволити собі дістатися до нового будинку залізницею. Тому фургони емігрантів як і раніше перетинають рівнину і ущелини Скелястих гір. — Прим. авт.). Звичайний спосіб здійснення цієї важкої подорожі такий. Кілька фермерів, що живуть поблизу, об'єднуються, беруть з собою фургони, коней, худобу і майно, яке можна перевозити. Це називається «емігрантський поїзд» або «караван»…[2] |
.* * *.
|  | Юнаки, закінчивши рубати дерева, покинули сокири і своїм звичаєм ліниво й незворушно взялися за іншу роботу: хто завдавав корм худобі, хто важким товкачем товк у ступі кукурудзу на вечерю, а двоє чи троє клопоталися біля інших фургонів, відкочуючи їх і розставляючи так, щоб утворити хоч якийсь заслін навколо незахищеного табору. Незабаром усі впорались, а що прерію вже огортала пітьма, то сварлива господиня, яка, тільки-но зупинились на спочинок, ревно підохочувала своїх ледаркуватих синків, тепер голосно, не побоюючись, що її хтось може почути здалека, сповістила, що вечеря готова і чекає зголоднілих |

## Галерея

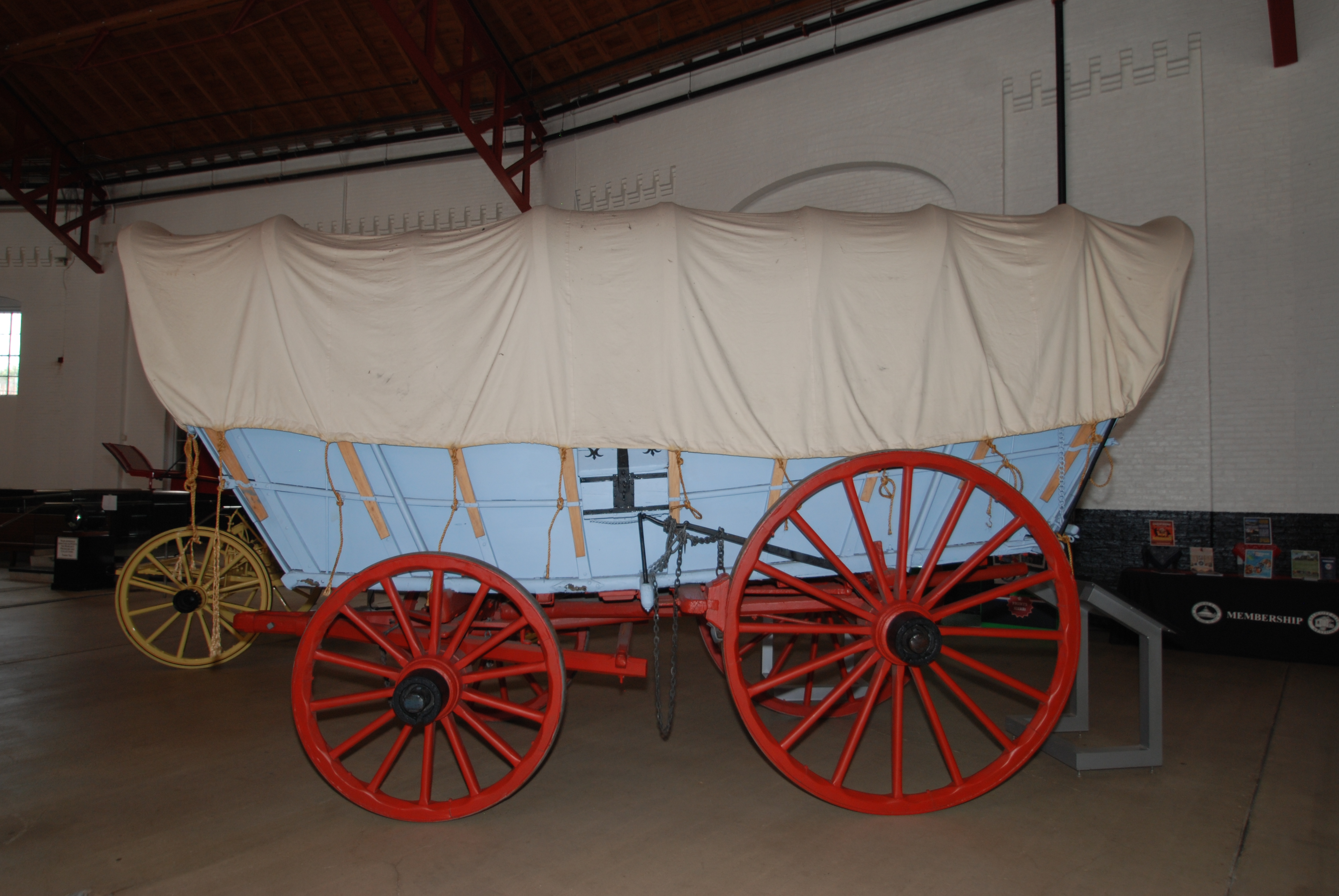
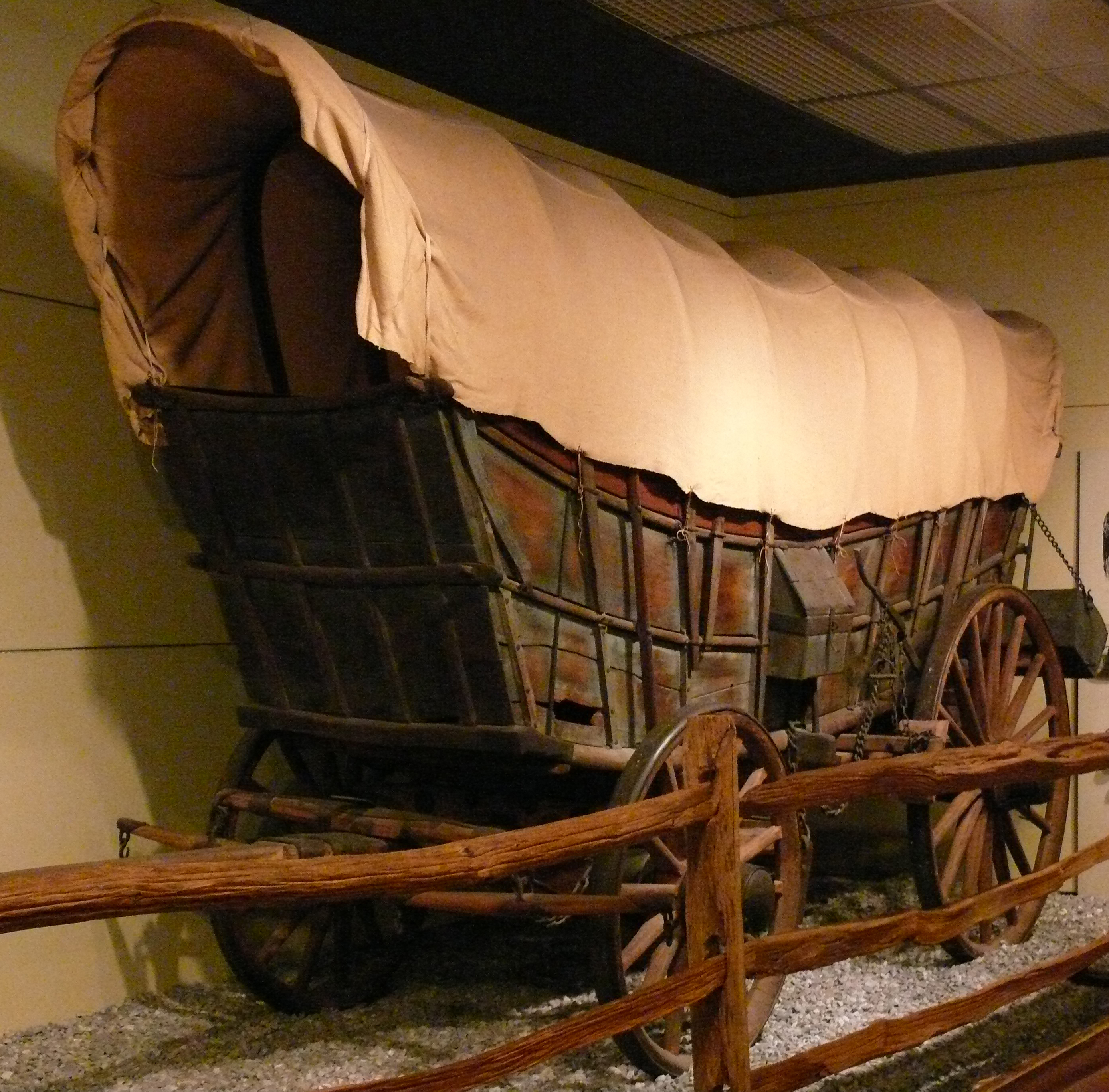
Засіб перевезення, що широко використовувався у 18 та 19 сторіччях у Сполучених Штатах. Ця копія знаходиться в Державному музеї Пенсильванії
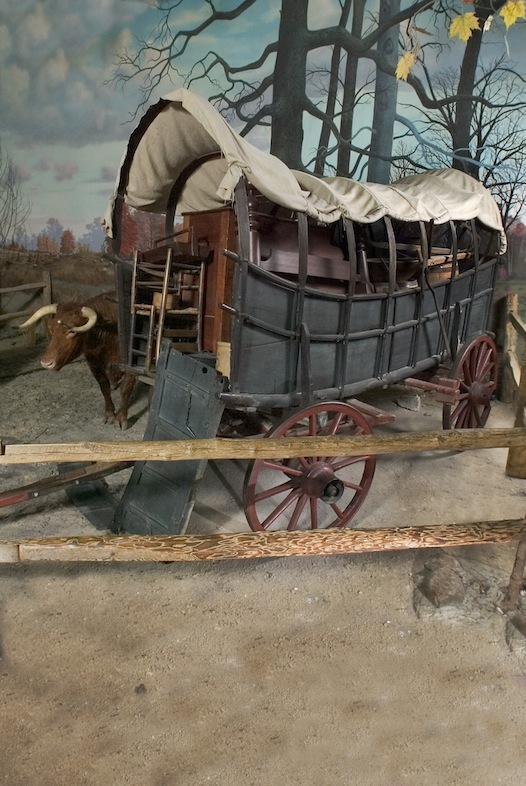
Дитячий музей Індіанаполіса, IMCPL Digital Collections
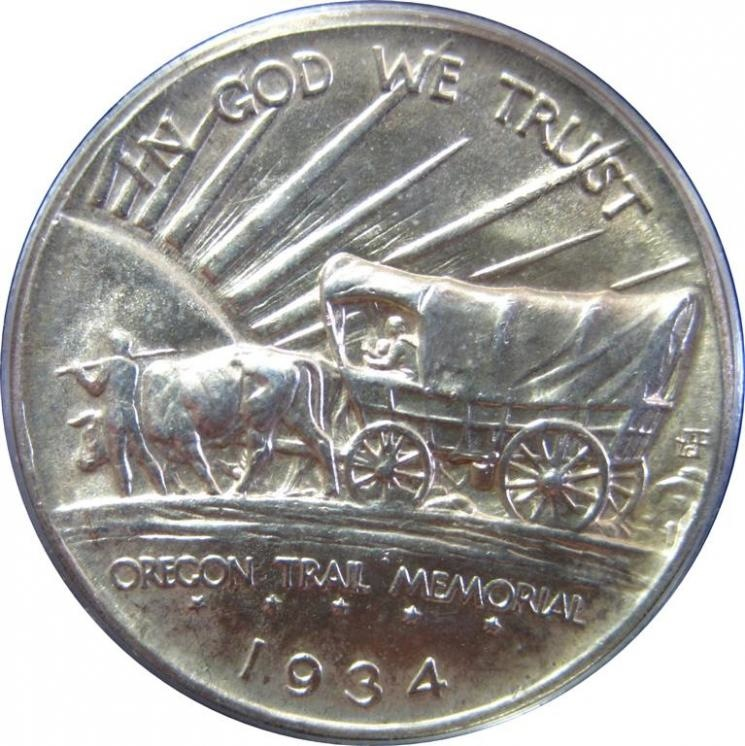
Зображення на монеті
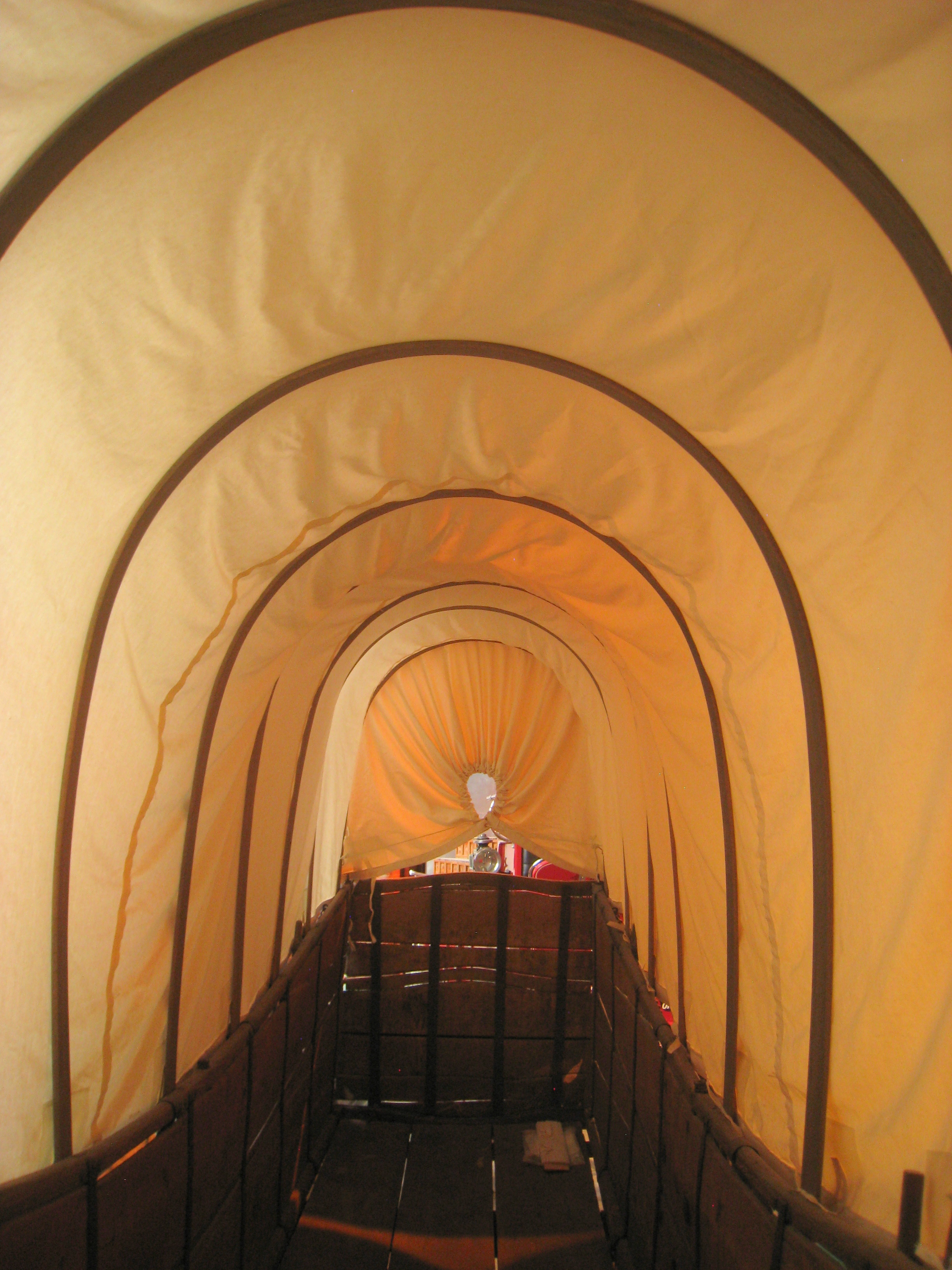
Внутрішнє оздоблення